# 四ツ柳高茂
四ツ柳 高茂（よつやなぎ こうも/たかしげ）、1908年9月4日 - 1996年3月20日 ）は、日本の経営者。北海道函館市出身。長男は化学工学者で東北大学名誉教授の四ツ柳隆夫。

## 来歴・人物
函館の資産家、四ツ柳亮策・イシの長男として生まれる。
旧制函館中学校、旧制水戸高等学校を経て、1932年に東京帝国大学経済学部経済学科を卒業。東京での生命保険会社勤務の後に函館へ帰郷し静養、その後帝国電力に入社。1948年5月に北海道配電（のちの北海道電力）に転じ、営業職を経て1955年に函館支店長、1959年5月に取締役に就任し、常務、副社長を経て、1974年5月に社長に就任。苫東厚真発電所建設と海外石炭の導入や北本連携設備の整備、泊発電所の建設に関わる。1983年6月に会長に就任し、1988年11月に取締役を経て、1989年6月から相談役を務めた。1984年5月に北海道経済連合会会長に就任し、北海道旅客鉄道取締役も務めた。
1969年10月に藍綬褒章を受章し、1987年に北海道開発功労賞を受賞し、1988年4月に勲一等瑞宝章を受章。
1996年3月20日呼吸不全のために死去。87歳没。
趣味は登山で戦前から本州の山を登り、北電入社後も羊蹄山や大雪山など北海道の殆どの山を登っていた。また函館支店時代に稽古をつけられた小唄も長らく嗜み、函館の芸者の間で歌われた「函館さのさ」の3番となる石川啄木の短歌「潮かおる北の浜辺の砂山のかの浜薔薇よ今年も咲けるや」を織り込んだ歌詞を作詞している。